# Betula potamophila
Betula potamophila — вид квіткових рослин з родини березових (Betulaceae). Росте в Таджикистані.

## Поширення й екологія
Цей вид є ендеміком Таджикистану. Є дуже мало інформації про середовище існування та екологію цього виду.

## Загрози й охорона
Немає повідомлень про загрози та заходи щодо збереження цього виду.